# 羅切斯特 (麻薩諸塞州)
羅切斯特（英語：Rochester）是一個位於美國麻薩諸塞州普利茅斯縣的鎮。

## 人口
根據2020年美國人口普查的數據，羅切斯特的面積為94.20平方千米，當中陸地面積為87.90平方千米，而水域面積為6.30平方千米。當地共有人口5717人，而人口密度為每平方千米61人。